# Józef Oczkowicz (1921–2002)
Józef Oczkowicz ps. „Puchacz”, „Lewar” (ur. 19 marca 1921 w Maciejowie, zm. 28 marca 2002 w Miechowie) – współzałożyciel i dowódca drużyny w Polskiej Organizacji Patriotycznej Młody Orzeł.

## Życiorys
Józef Oczkowicz urodził się 19 marca 1921 w Maciejowie, powiat miechowski.  Ukończył Szkołę Podstawową w Ilkowicach. Wychowywał się w rodzinie gdzie kultywowano patriotyczne tradycje. Jego dziadek (Daniel Jugo) oraz ojciec (Paweł Oczkowicz) byli znanymi i szanowanymi działaczami społecznymi. 
Wraz z bratem Stanisławem Oczkowicz w listopadzie 1939 zorganizowali struktury ruchu oporu. Brat jako Komendant Główny Polskiej Organizacji Patriotycznej Młody Orzeł, Józef jako dowódca drużyny. 
Młody Orzeł w 1942 wszedł w strukturę BCH 12 obwodu jędrzejowskiego by następnie podporządkować się placówce Armii Krajowej „Sarna” w Słaboszowie. 
Po wojnie wraz z bratem i całą rodziną przeżył gehennę prześladowań przez nową władzę. Po kolejnych „odwilżach”, wrócił do pracy społecznej na rzecz swojego środowiska.
Od 1991 przynależny do Światowego Związku Żołnierzy Armii Krajowej (Okręg Małopolska, numer legitymacji 035191). Wydał Wspomnienia.

## Ordery i odznaczenia
- Krzyż Kawalerski Orderu Odrodzenia Polski (1981)
- Złoty Krzyż Zasługi (1969)
- Krzyż Partyzancki (1975)
- Krzyż Batalionów Chłopskich (1996)
- Medal Zwycięstwa i Wolności 1945 (1976)
- Brązowy Medal „za zasługi dla obronności kraju” (1978)
- Odznaka Grunwaldzka (1975)
- Odznaka Polskiej Organizacji Patriotycznej „Młody Orzeł”